# بريت باتلر (لاعب كرة قاعدة)
بريت باتلر (بالإنجليزية: Brett Butler)‏ هو لاعب كرة قاعدة أمريكي، ولد في 15 يونيو 1957 في لوس أنجلوس في الولايات المتحدة.

## وصلات خارجية
- بريت باتلر على موقعبيزبول رفرنس.كوم (الدوري الرئيسي) (الإنجليزية)
- بريت باتلر على موقعبيزبول رفرنس.كوم (الدوري الثانوي) (الإنجليزية)
- بريت باتلر على موقع مشجعي الرسوم البيانية (الإنجليزية)